# Feuillet (Panama)
Feuillet è un comune (corregimiento) della Repubblica di Panama situato nel distretto di La Chorrera, provincia di Panama. Si estende su una superficie di 19,4 km² e conta una popolazione di 2.669 abitanti (censimento 2010).